# Kleine Newa
Die Kleine Newa (russisch Малая Нева, Malaja Njewa) ist der kleinere rechte Arm im Delta der Newa in Sankt Petersburg.
Er beginnt an der Spitze der Wassiljewski-Insel (Стрелка Васильевского острова) und ist etwa 4,25 km lang. Seine Breite schwankt zwischen 200 und 400 Metern. Die Kleine Newa ist zwischen 3 und 7 m tief. Gemeinsam mit der Kleinen Newka (Малая Невка) mündet sie zwischen der Petrowski-Insel (Петровский остров) und der Kreuzinsel (Крестовский остров) in die Newabucht (Невская губа).
Auf der Petrowski-Insel spielt der Fußball-Club Zenit St. Petersburg (russisch ФК «Зенит» Санкт-Петербург / FK „Senit“ Sankt-Peterburg) im Petrowski-Stadion in der Premjer-Liga.
In die Kleine Newa fließen die Smolenka und die Schdanowka.
Die Kleine Newa wird von zwei Brücken überquert, der Börsenbrücke und der Tutschkow-Brücke.